# José Luis Bardasano Baos
José Luis Bardasano Baos (Madrid, 25 de març de 1910 - 30 de juny de 1979) va ser un pintor i cartellista espanyol.

## Biografia
Va estudiar al col·legi Nuestra Señora de las Maravillas de Madrid, on des de nen se'l va animar a desenvolupar les seves qualitats per al dibuix. El 1921, amb onze anys, el pintor Marceliano Santa María el va descobrir quan estava pintant al natural a la glorieta de Quatre Camins, i li va facilitar l'accés el 1922 com a alumne a la secció IX a l'Escola d'Arts i Oficis de Madrid, on obtindria fins al 1925 tots els premis extraordinaris de la carrera. No obstant això, el 1926 va ser suspès a les proves d'accés a l'Escola de Belles Arts de San Fernando.
Va col·laborar com a il·lustrador en diferents periòdics i revistes, entre els quals El Socialista, i fou nomenat el 1929 director artístic de l'agència Rex de publicitat.
A partir de 1930 va començar a concórrer a diversos concursos i exposicions, entre elles la Nacional de Belles Arts, on aquest any va presentar un "Autoretrat" que sorprendria el Jurat. Va obtenir per això una borsa de viatge que dedicaria a viatjar per Andalusia, pintant molts paisatges i escenes populars. Va ser el 1934 quan va realitzar la seva primera exposició individual a la societat Els Amics de l'Art. En aquest mateix any va contreure matrimoni amb la també pintora Juana Francisca Rubio "Paquita" (Madrid, 1911-2008), i va obtenir una Segona Medalla a l'Exposició Nacional amb un retrat de la seva esposa.
El 1935 viatjarà per França, Bèlgica, Holanda i Anglaterra gràcies a una beca atorgada amb el Llegat del Comte de Cartagena. A la seva tornada, el 1936, va exposar l'obra realitzada al Círculo de Bellas Artes de Madrid. Novament, va acudir a la Nacional d'aquell any (amb l'oli "La Retirada", que representava una escena de la Primera Guerra Mundial), i quan la seva obra anava a ser guardonada amb la Primera Medalla, va esclatar la Guerra Civil. Durant aquests anys va participar activament en seccions propagandístiques del bàndol republicà a través del taller «La Gallofa», de les Joventuts Socialistes Unificades, que va fundar i va dirigir, essent reconegut des de llavors com un dels millors i més prolífics cartellistes.
El 1939, acabada la contesa i després de passar pel camp de concentració francès d'Argelers, va marxar amb la seva família a Mèxic, país on en els anys successius desenvoluparia una intensa labor a través d'un gran nombre d'exposicions, col·laboracions en revistes i docència, impartint classes de pintura. Allí va fundar, el 1945 i juntament amb altres pintors espanyols i mexicans, el Cercle de Belles Arts de Mèxic, que arribaria a presidir.
El 1960 va tornar definitivament a Espanya, on continuaria exposant la seva obra i rebent nombrosos guardons nacionals i internacionals en reconeixement de la seva trajectòria artística, encara que mai va arribar a ocupar la butaca d'acadèmic per a la qual fou proposat diverses vegades.
El 30 de juny de 1979 va morir a Madrid a causa d'un infart de miocardi.
El 1984 se li va rendir especial homenatge mitjançant una gran exposició antològica a Madrid organitzada pel Banc de Bilbao, i posteriorment, el 1986, una altra al Centro Cultural Conde Duque de Madrid. El 2011, a Salamanca, i sota el títol "Bardasano en guerra", es va organitzar pel Ministeri de Cultura una altra gran exposició sobre la seva obra vinculada a la Guerra Civil espanyola, amb els seus cartells propagandístics com a eix principal i se'n va editar un catàleg.

## Obra i estil
Bardasano va ser un pintor fonamentalment figuratiu, destacat pel seu mestratge en el dibuix. Admirador de Velázquez i de Goya, les seves composicions evolucionen des d'un realisme inspirat en els models academicistes de finals del segle xix i principis del XX a un altre de factura més lliure i impressionista, amb tècnica més atrevida. Opositor de la pintura abstracta, va arribar a declarar que aquesta "no és tal pintura, ja que oblida el fonamental, que és la forma. Aquesta falsa pintura no pot ser venuda més que per quilos o per metres".
Les seves obres són molt estudiades i de gran expressivitat, prestant especial atenció als canvis de la llum. Hi aborda amb freqüència el gènere costumista, poblat de personatges tradicionals, encara que fugint del folklorisme. El paisatge urbà (fonamentalment de Madrid), els retrats i els bodegons són també part molt abundant i essencial en les seves composicions.